# Sven Gustafson (politiker)
Sven Harry Gustafson (i riksdagen kallad Gustafson i Göteborg), född 8 november 1911 i Alingsås, död 1 november 1999 i Göteborgs Johannebergs församling, var en svensk bankkamrer och politiker (folkpartist), andre vice partiordförande 1962–1967, förste vice partiordförande 1967–1969.
Sven Gustafson, som kom från en domarfamilj, tog examen vid Göteborgs handelsgymnasium 1929 och arbetade därefter vid Skandinaviska Banken 1929–1973, från 1947 som kamrer. Han var också vice ordförande i Svenska bankmannaförbundet 1955–1971.
Gustafson var riksdagsledamot för Göteborgs stads valkrets 1949–1976 (fram till 1970 i andra kammaren). I riksdagen var han bland annat vice ordförande i andra kammarens allmänna beredningsutskott 1950–1952 samt ledamot i bankoutskottet 1953–1956, bevillningsutskottet 1957–1968 och statsutskottet 1969–1970. Han var också folkpartiets gruppledare i andra kammaren 1970. I enkammarriksdagen var han ordförande för trafikutskottet 1971–1976. I riksdagen engagerade han sig inte minst i närings- och arbetsmarknadspolitik, bland annat för ett tätare nordiskt ekonomiskt samarbete.
Sven Gustafsson är begravd på Stampens kyrkogård i Göteborg.